# 格氏小褐鱈
格氏小褐鱈為輻鰭魚綱鱈形目稚鱈科的其中一種，分布於中東太平洋夏威夷群島海域，深度97-400公尺，為熱帶海水魚，體長可達27.3公分，棲息在岩石底質底層水域，生活習性不明。

## 扩展阅读
維基物種上的相關：格氏小褐鱈